# Rico Sennrich
Rico Sennrich (* 1985) ist ein Schweizer Computerlinguist und Professor an der Philosophischen Fakultät der Universität Zürich.

## Werdegang
Sennrich promovierte 2013 an der Universität Zürich und verbrachte danach mehrere Jahre als Postdoc an der University of Edinburgh. 2019 wurde er SNF-Förderungsprofessor am Institut für Computerlinguistik der Universität Zürich. 2024 wurde er zum ausserordentlichen Professor für Computerlinguistik ernannt; sein Amtsantritt ist für 2026 vorgesehen. Sennrich ist ein Honorary Fellow der School of Informatics der Universität Edinburgh.

## Forschung
Sennrich forscht im Bereich der Verarbeitung natürlicher Sprache (Natural Language Processing) und der künstlichen Intelligenz. Dieses Forschungsfeld hat Mitte der 2010er Jahre einen Paradigmenwechsel zu Deep Learning mit neuronalen Netzen erlebt, zu dem Sennrich mehrere Elemente beigetragen hat.
Ein einflussreicher Beitrag Sennrichs ist Byte Pair Encoding (BPE), eine Methode, um aus einer Sammlung von Texten automatisch ein Vokabular für Sprachmodelle abzuleiten. BPE basiert auf dem gleichnamigen Kompressionsalgorithmus und war bedeutsam bei der Entwicklung von neuronaler maschineller Übersetzung, da es aufgrund seiner datengetriebenen Funktionsweise auf sehr grosse Textmengen angewendet werden konnte. Seit 2019 werden Varianten von BPE in Sprachmodellen wie ChatGPT und Llama und in multimodalen Systemen wie DALL-E, Midjourney und Stable Diffusion genutzt.
Ein weiterer einflussreicher Beitrag ist Root Mean Square Layer Normalization (RMSNorm), welche 2019 von Biao Zhang und Rico Sennrich eingeführt wurde. RMSNorm wird seither vielfach als Komponente optimierter Transformer-Modelle eingesetzt, so etwa in den Sprachmodellen Llama und Chinchilla.